# Municipio de Londonderry (Ohio)
El municipio de Londonderry (en inglés: Londonderry Township) es un municipio ubicado en el condado de Guernsey en el estado estadounidense de Ohio. En el año 2010 tenía una población de 727 habitantes y una densidad poblacional de 7,71 personas por km².

## Geografía
El municipio de Londonderry se encuentra ubicado en las coordenadas 40°7′2″N 81°17′15″O / 40.11722, -81.28750. Según la Oficina del Censo de los Estados Unidos, el municipio tiene una superficie total de 94.24 km², de la cual 94,15 km² corresponden a tierra firme y (0,1 %) 0,09 km² es agua.

## Demografía
Según el censo de 2010, había 727 personas residiendo en el municipio de Londonderry. La densidad de población era de 7,71 hab./km². De los 727 habitantes, el municipio de Londonderry estaba compuesto por el 96,97 % blancos, el 1,93 % eran afroamericanos, el 0,69 % eran amerindios, el 0,14 % eran asiáticos, el 0,14 % eran de otras razas y el 0,14 % eran de una mezcla de razas. Del total de la población el 0,28 % eran hispanos o latinos de cualquier raza.